# دکاو

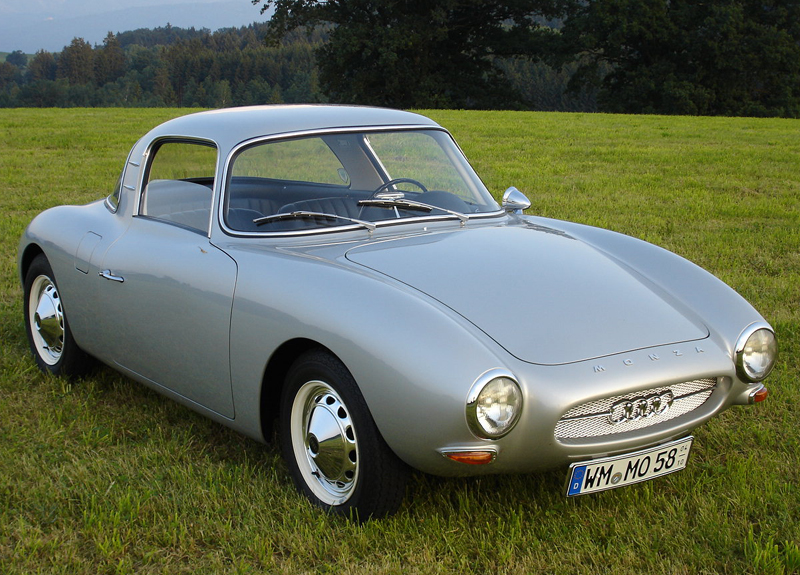
دکاو مونزا

دکاو، (به آلمانی: DKW) شرکت خودروسازی آلمانی بود، که در زمینه طراحی و ساخت خودرو و موتورسیکلت فعالیت می‌نمود. مهندس دانمارکی یورگن اسکافته راسموسن، در سال ۱۹۰۲ آزمایش‌هایی را برای ساخت خودرویی با موتور بخار، آغاز کرد که سرانجام در سال ۱۹۱۶ فعالیت‌های وی به تأسیس شرکت دکاو انجامید.
این شرکت در سال ۱۹۱۹ بر تولید موتورهای دوزمانه متمرکز شد. این آغازی بود برای ساخت موتورسیکلت‌هایی که از سال ۱۹۲۲ به نام دکاو به بازار آمدند. سال ۱۹۲۸ نیز نخستین خودروی کوچک با همین نام، عرضه شد.
در سال ۱۹۳۲ دکاو با شرکت‌های آئودی، هورش و واندرر ادغام شدند و گروه اتو یونیون را تشکیل دادند. در ۱۹۵۷ شرکت دایملر-بنز گروه اتو یونیون را خریداری کرد، سپس در ۱۹۶۴ این شرکت را، به گروه فولکس‌واگن واگذار نمود.
ار مدل‌های تولید شده توسط شرکت دکاو می‌توان به: دکاو اف۱۰۲، دکاو اف۸، دکاو اف۵، دکاو اف۷، دکاو ۳=۶ و دکاو اف۱۰۲ اشاره کرد.

## نگارخانه

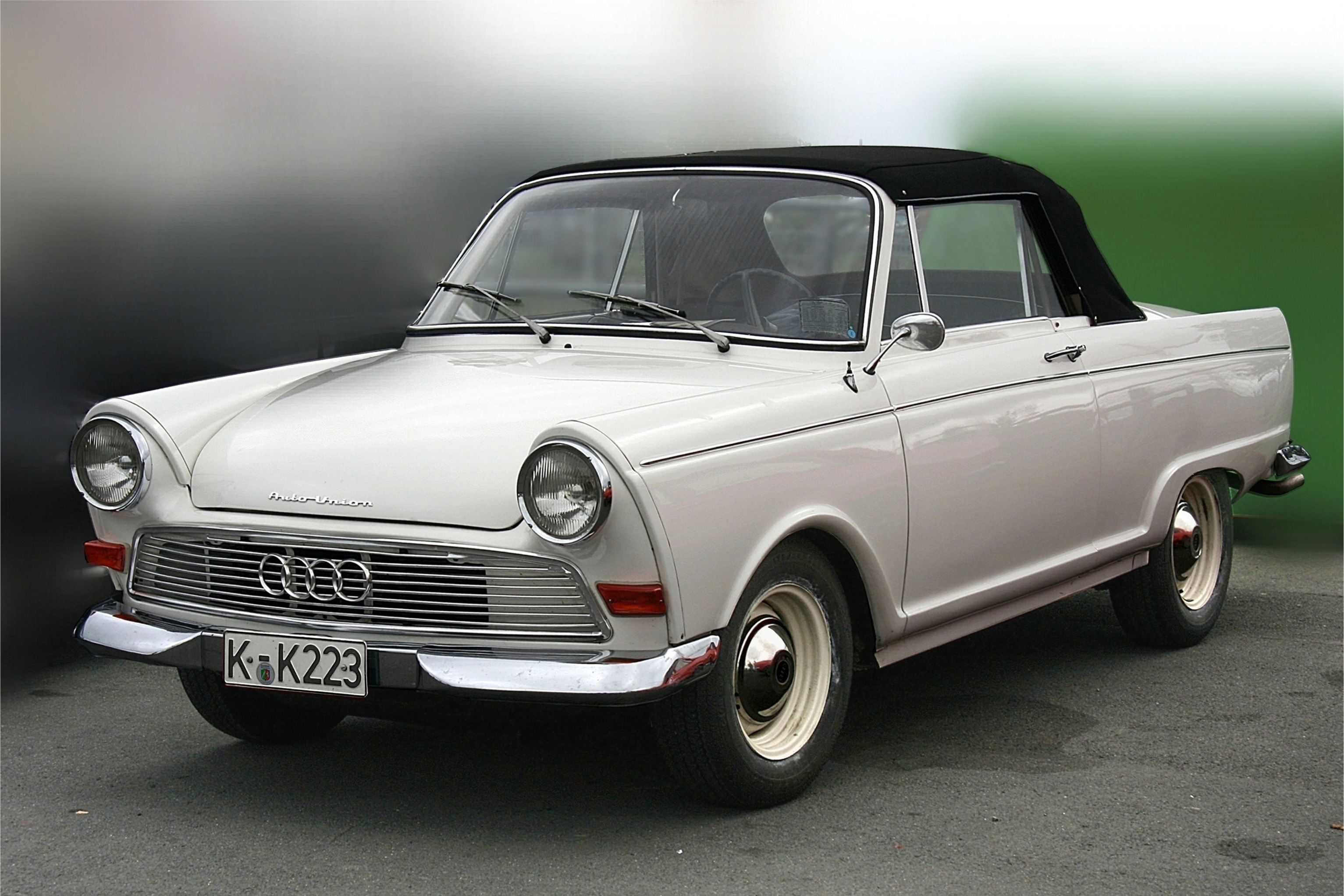
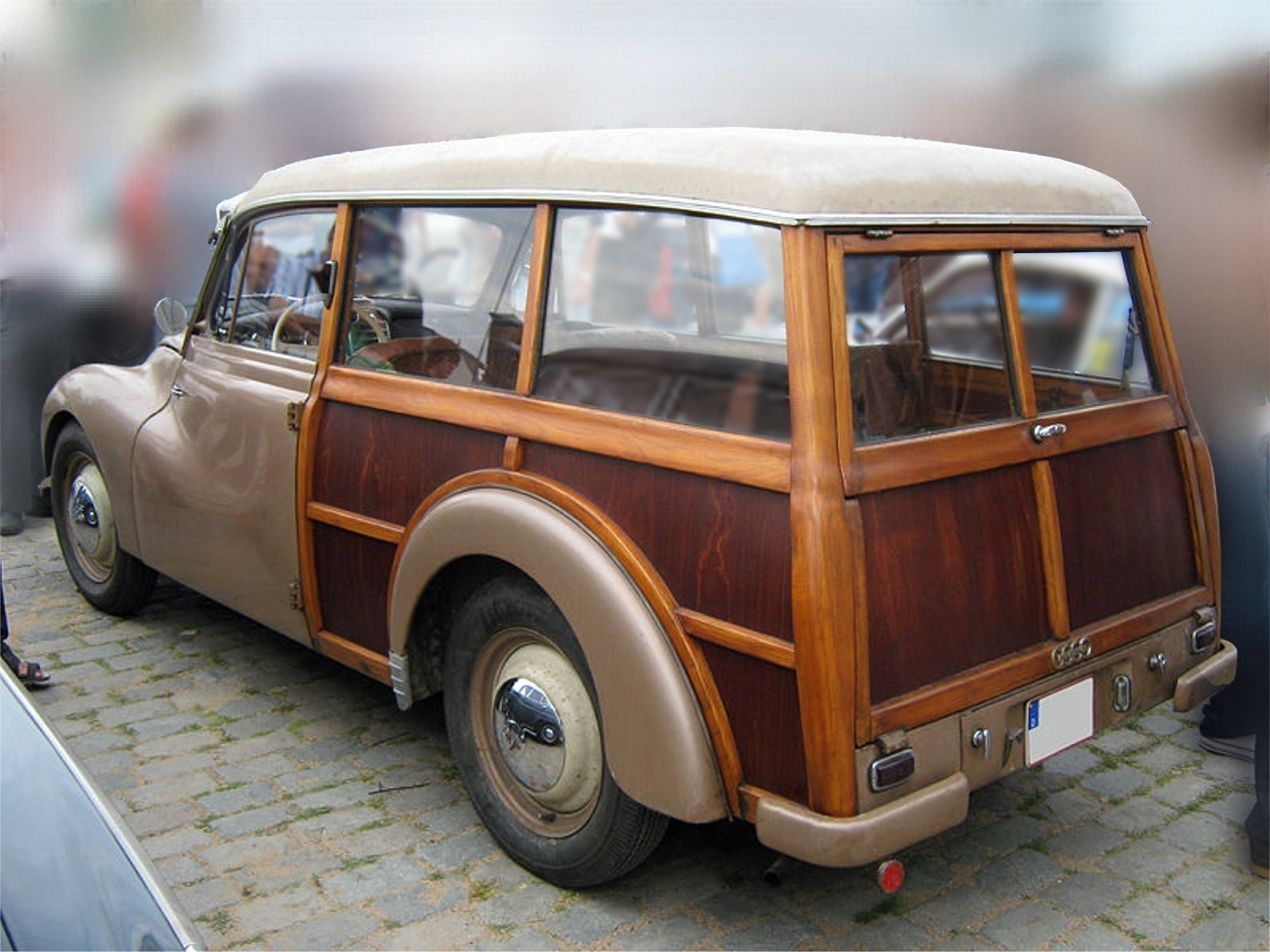
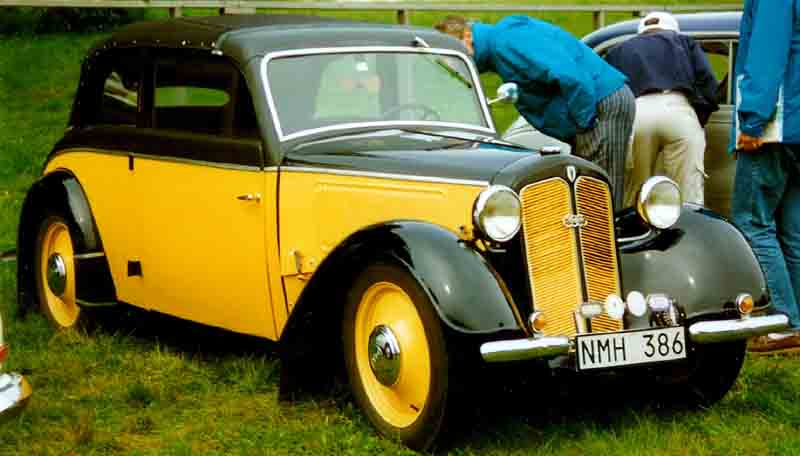
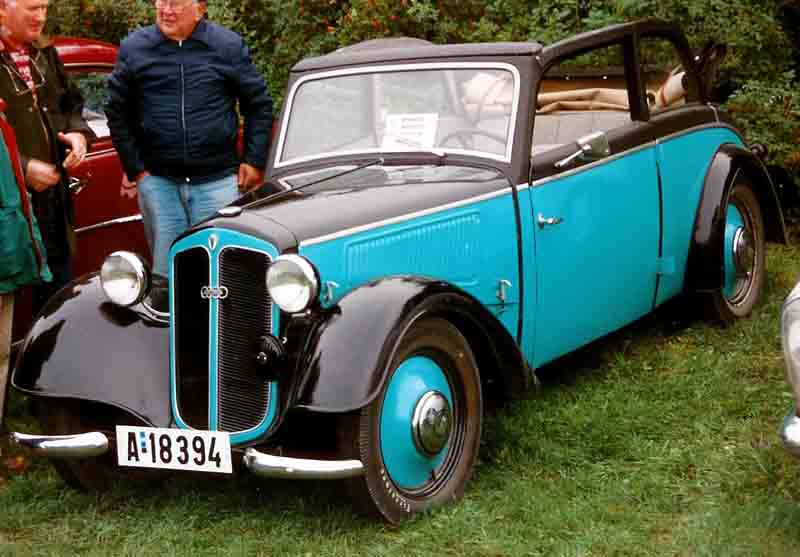
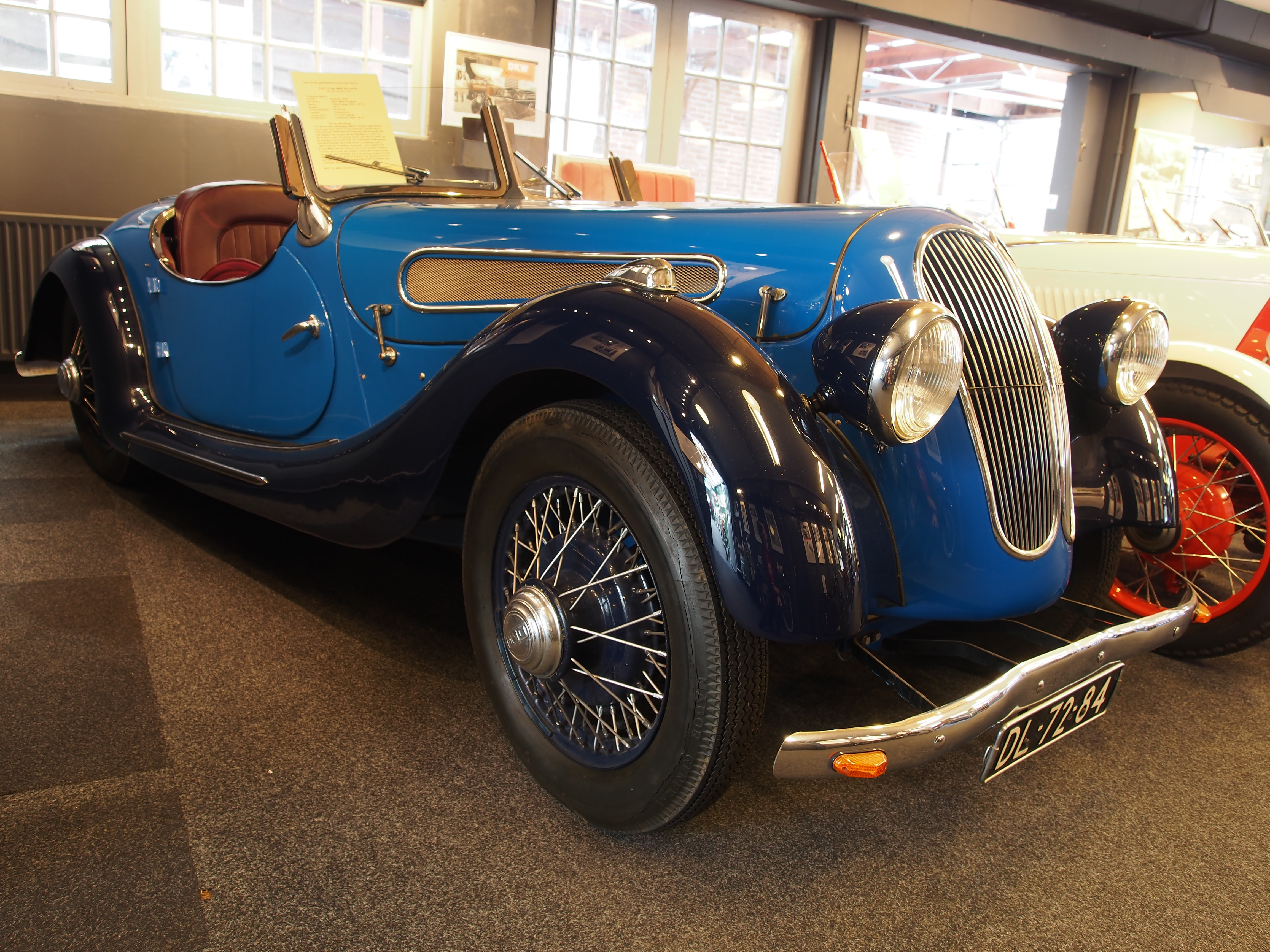
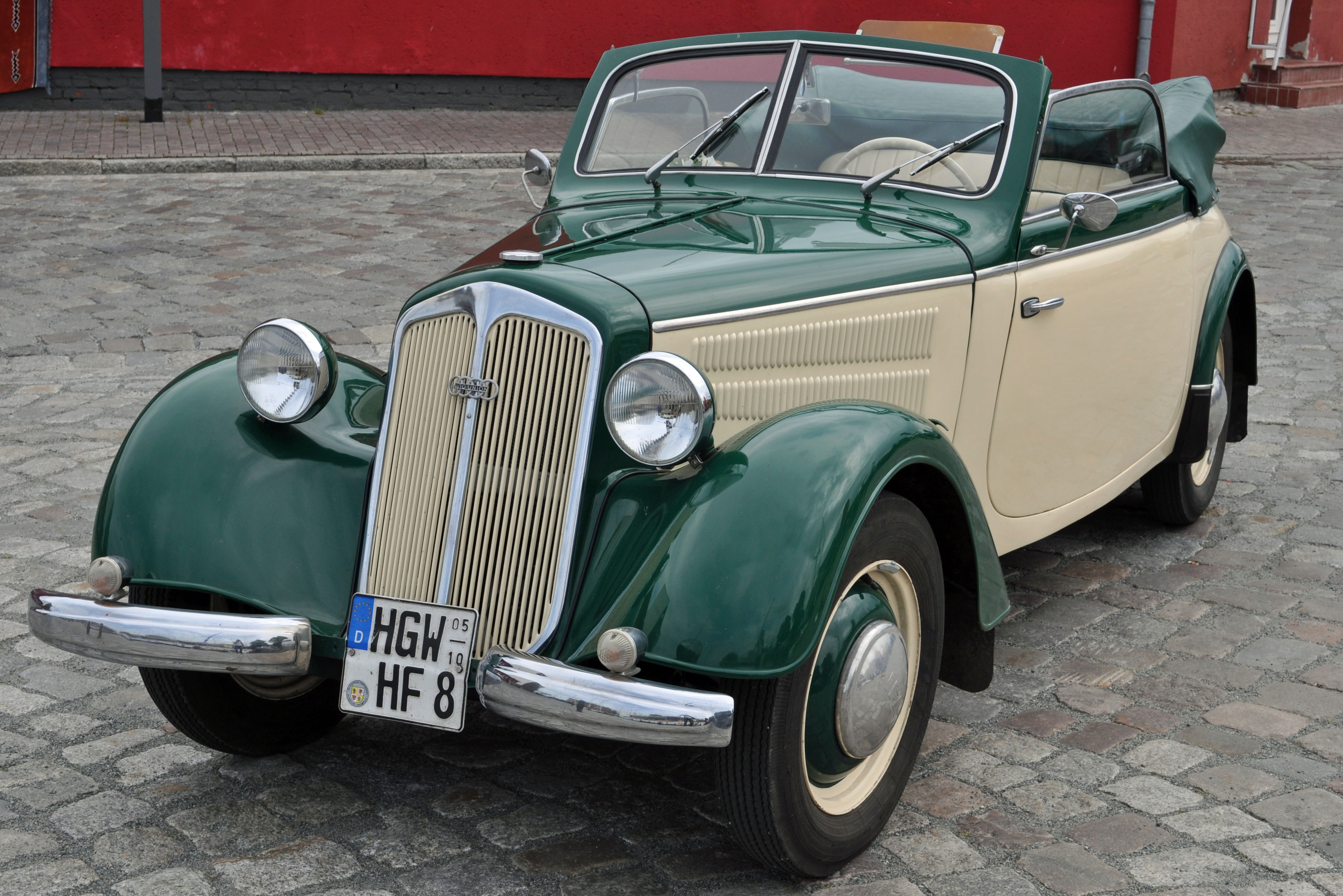
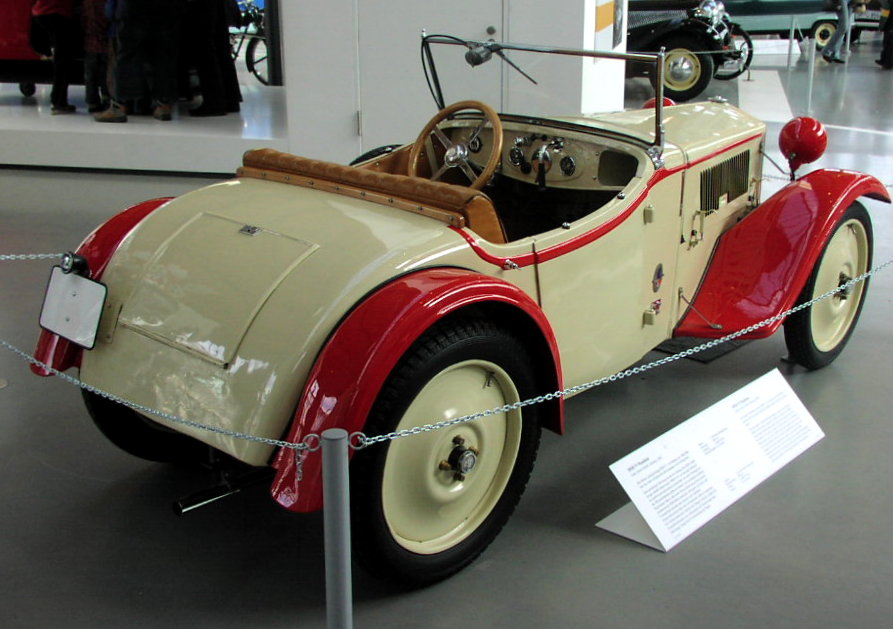
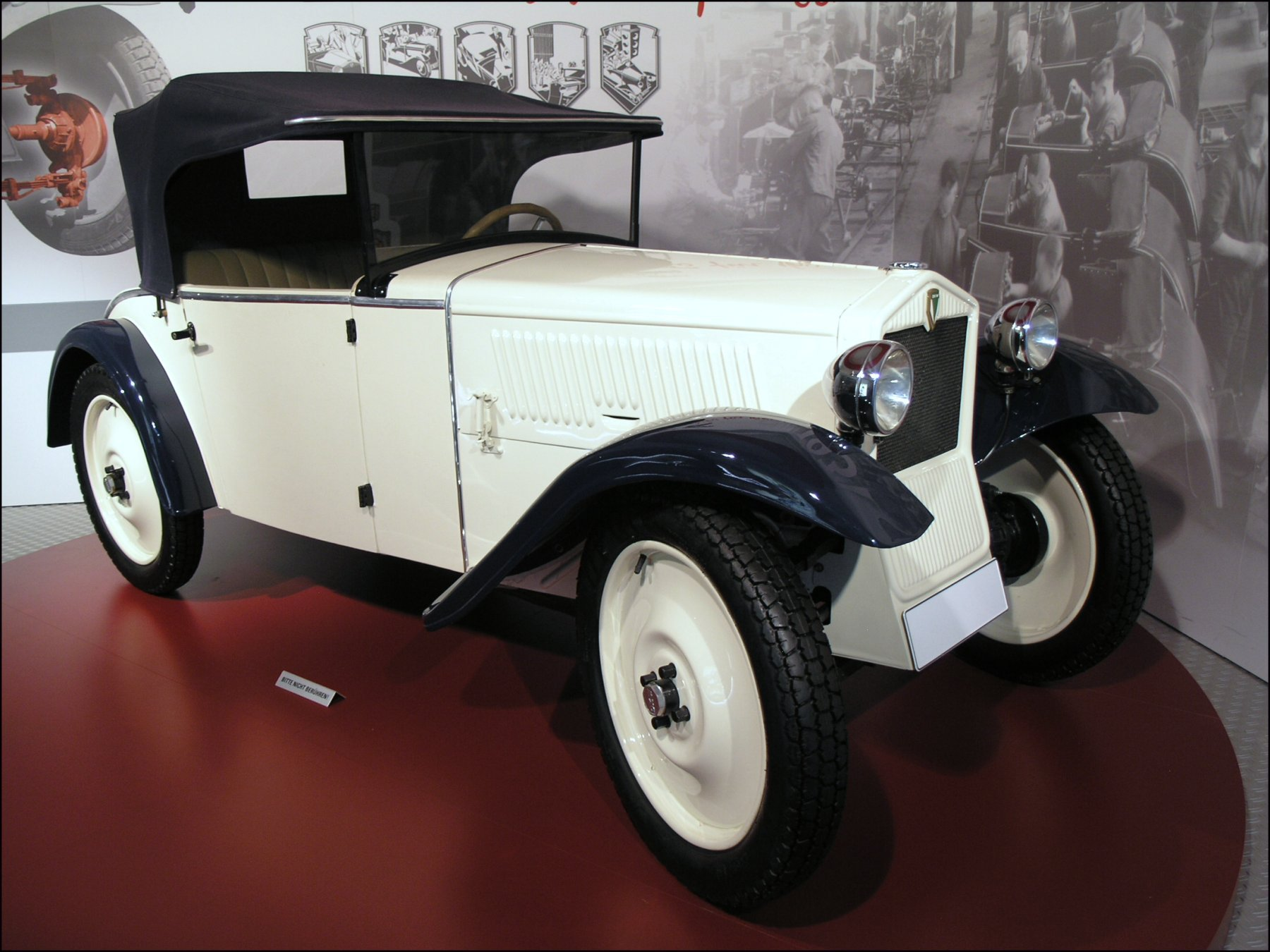
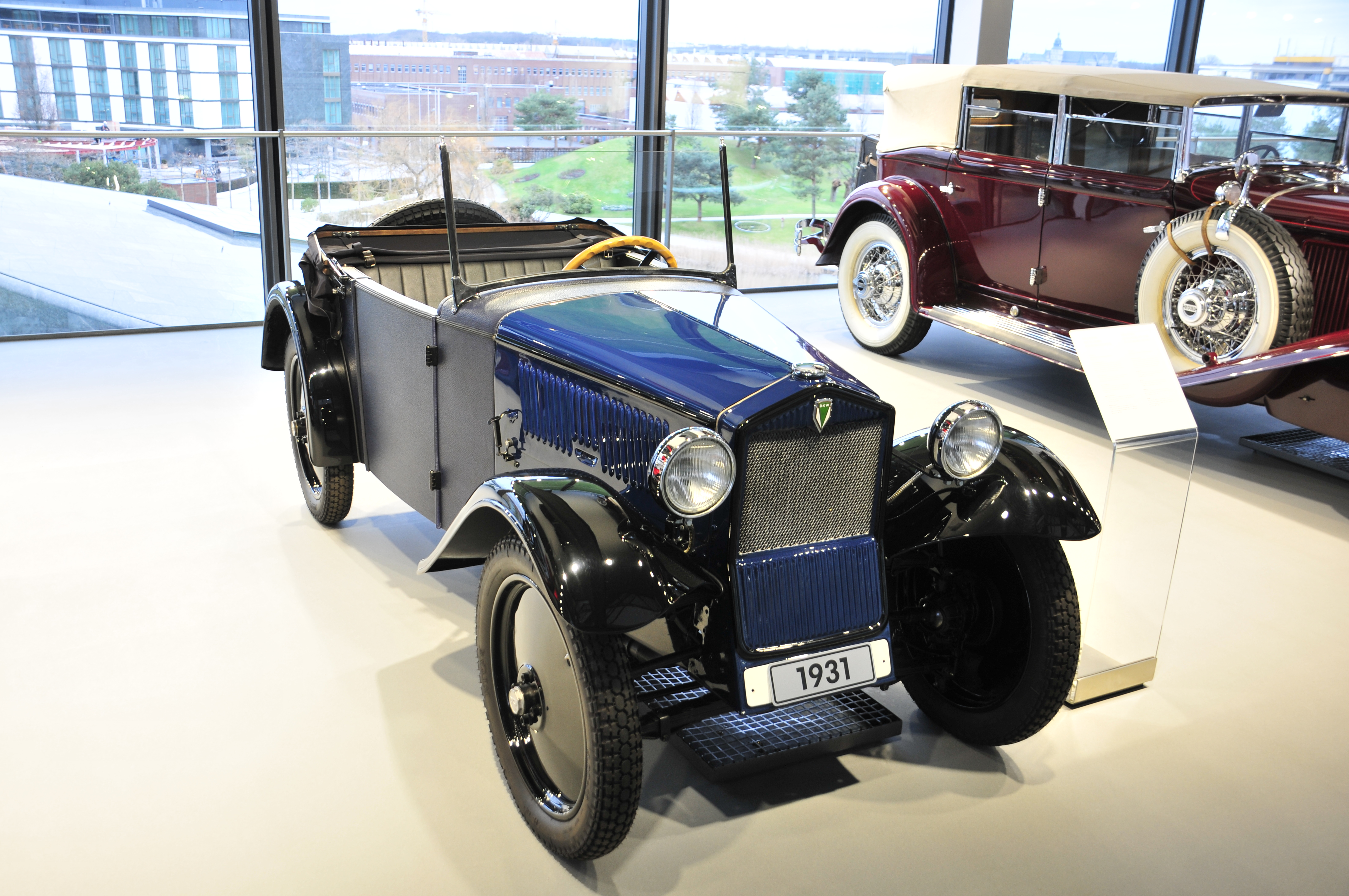
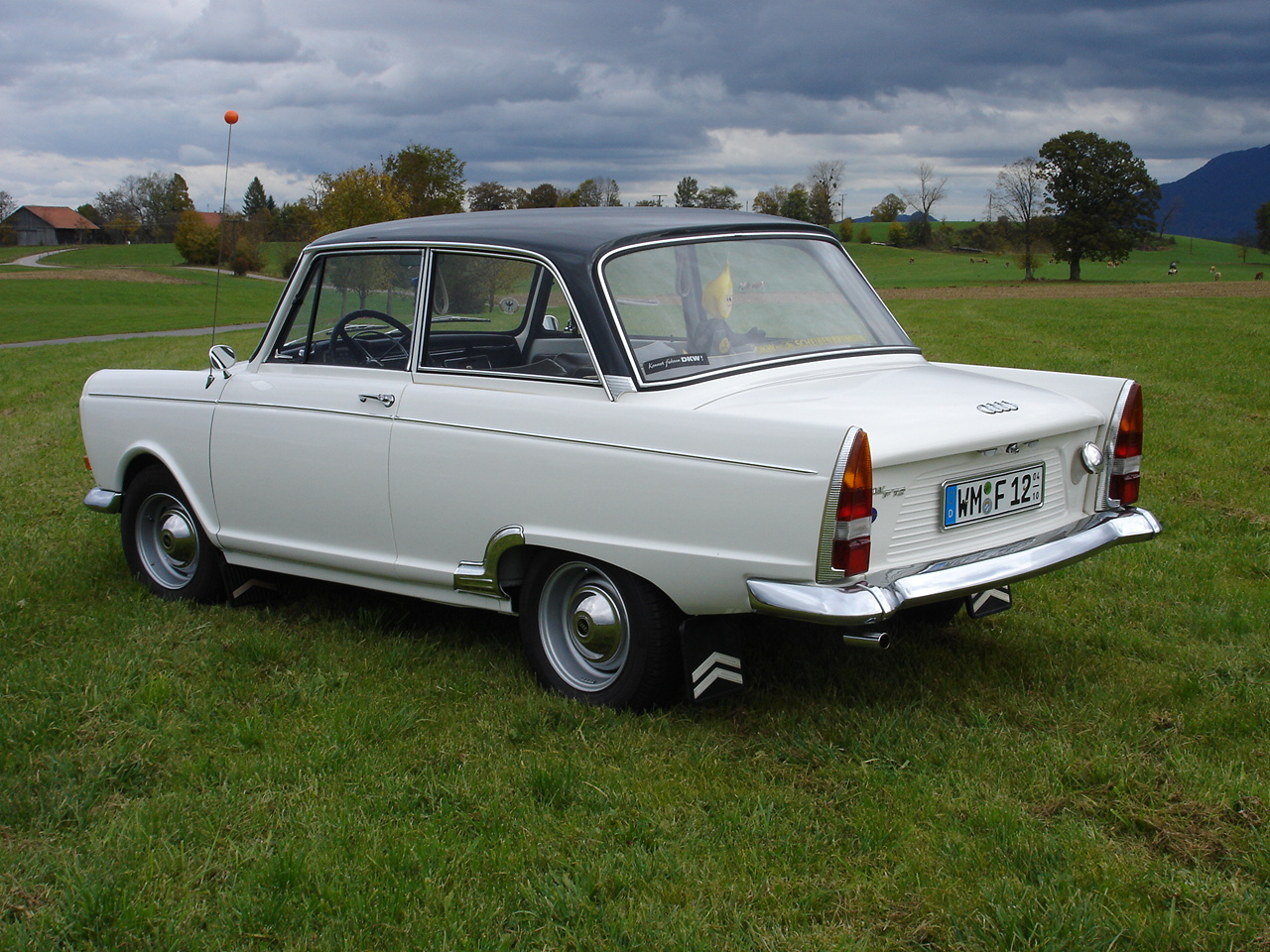
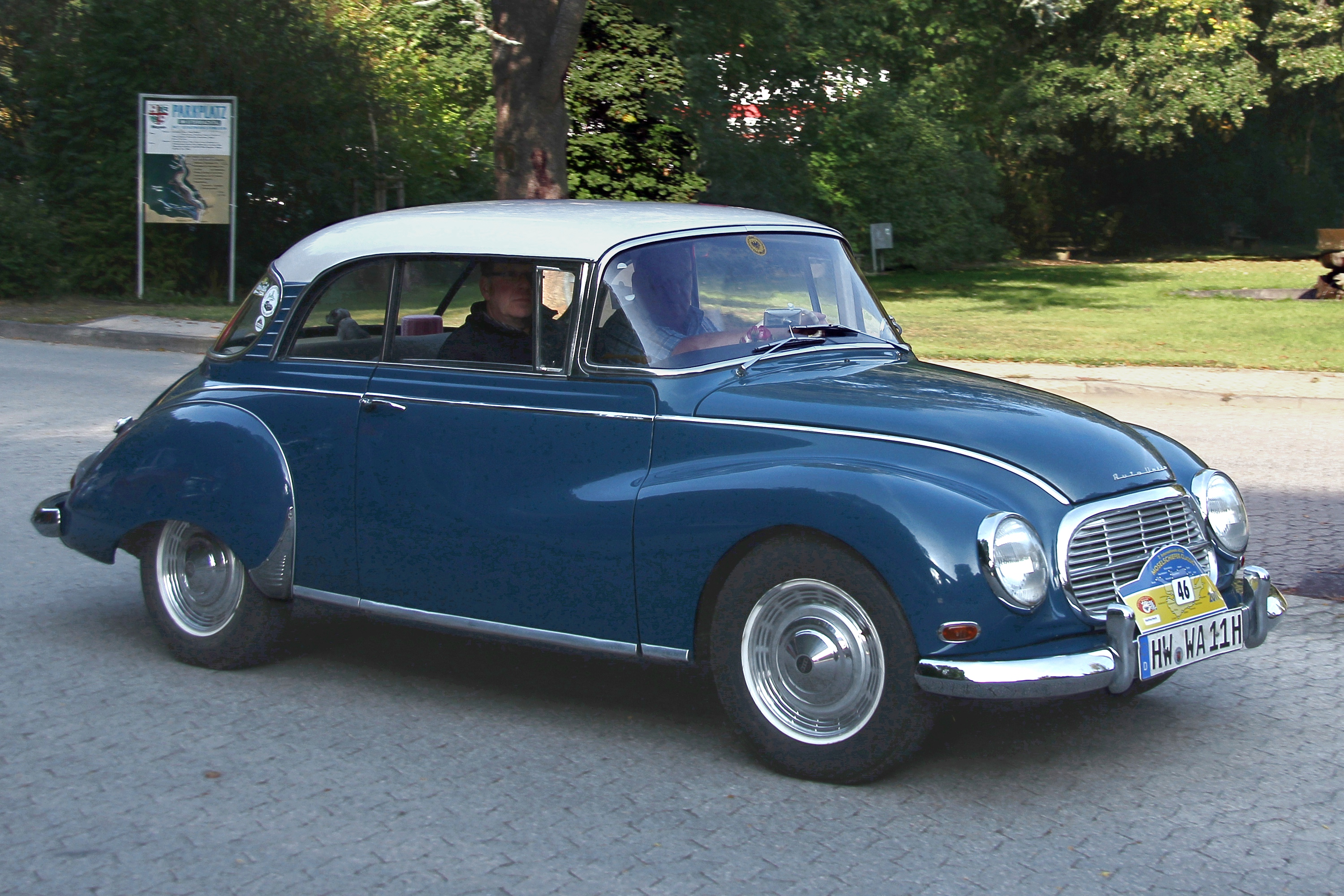
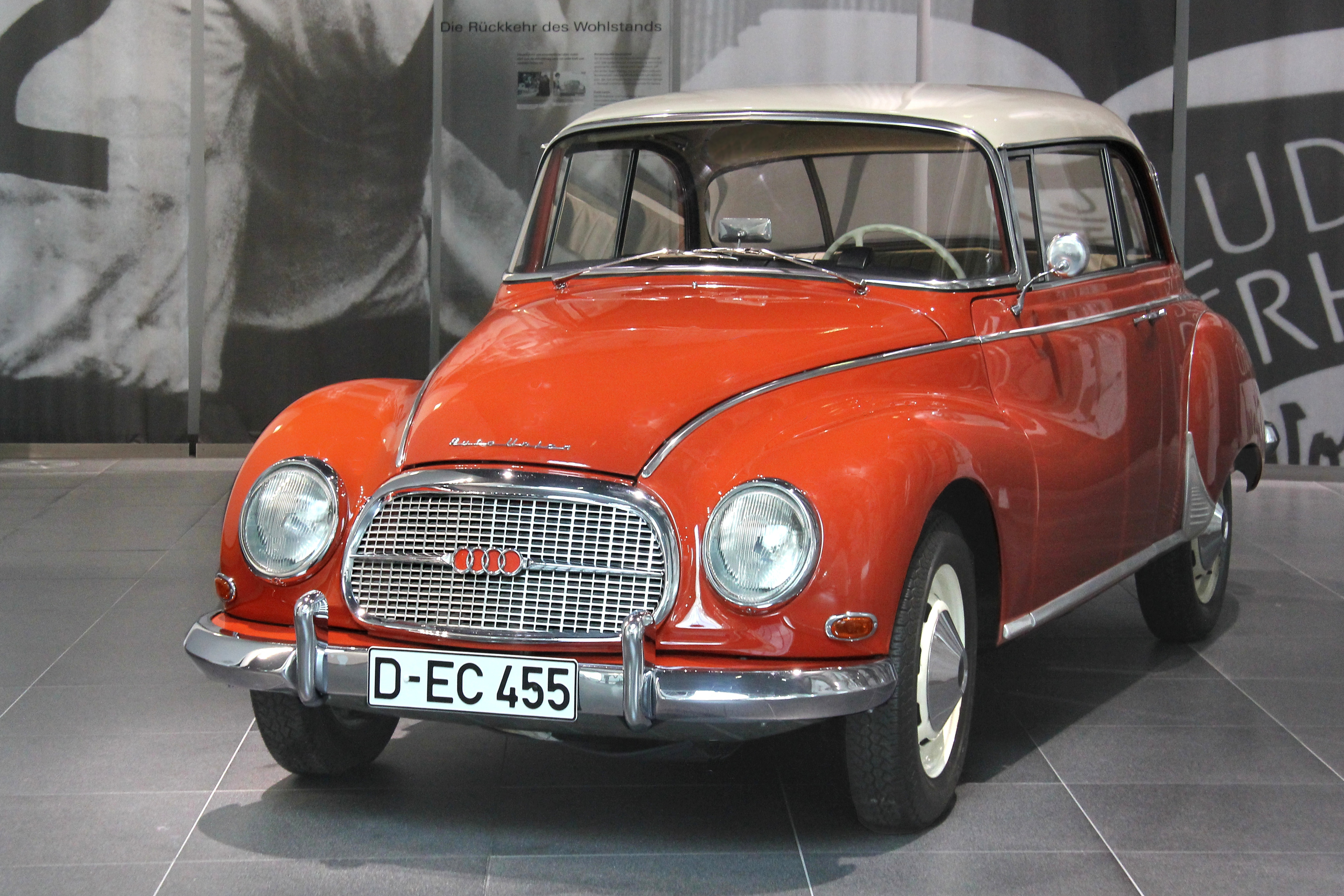
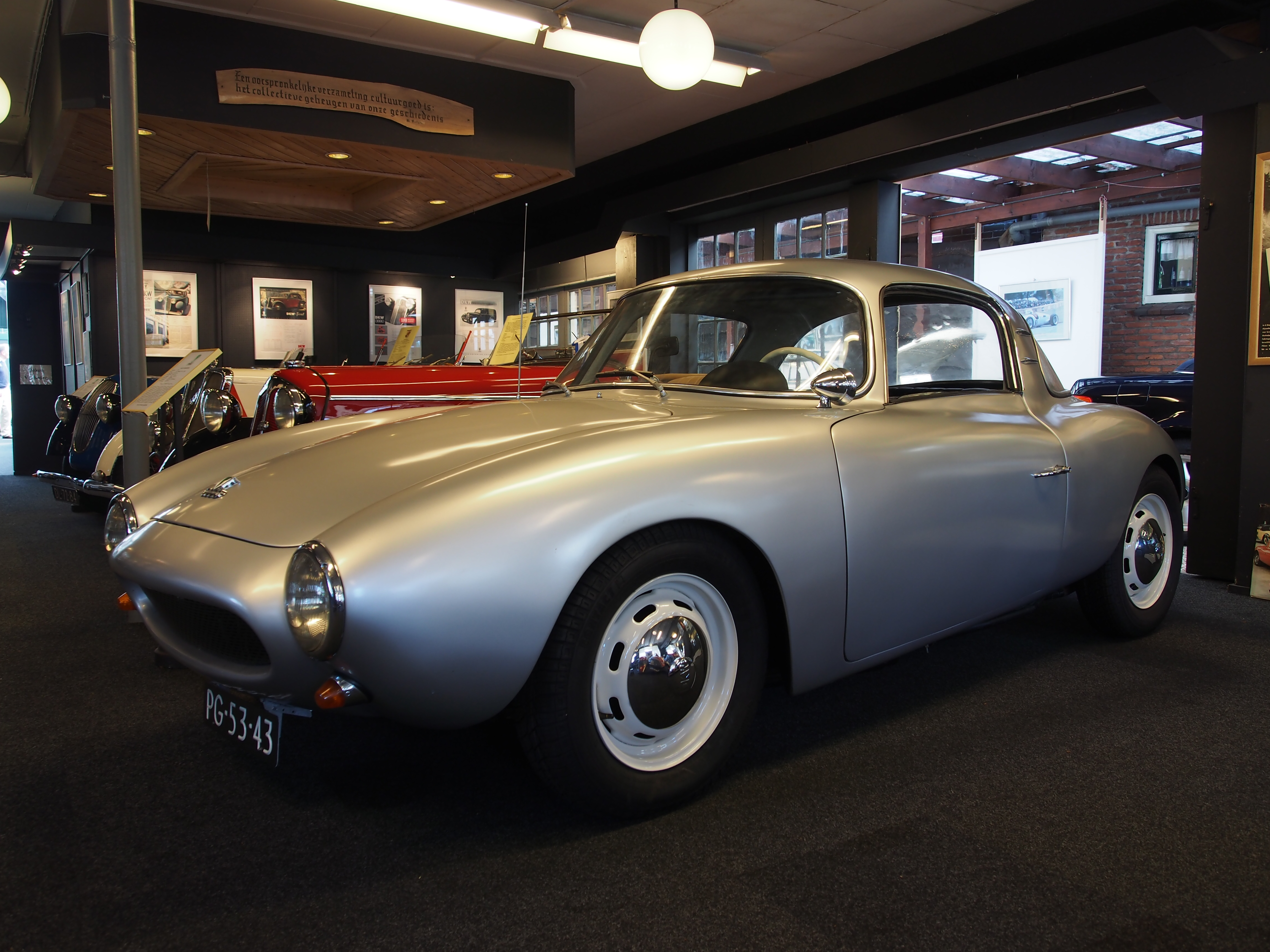